# Der demokratische Terrorist
Der demokratische Terrorist ist ein deutsch-schwedischer Politthriller von Per Berglund aus dem Jahr 1992 nach dem gleichnamigen Roman von Jan Guillou.

## Handlung
Hamburg in den 1970er Jahren: Getarnt als ausgewiesener früherer Ostspion wird der schwedische Agent Carl Hamilton vom deutschen Verfassungsschutz in eine Gruppierung der Rote Armee Fraktion eingeschleust. Sein Ziel ist es, einen Anschlag auf die US-amerikanische Botschaft in Stockholm zu verhindern.

## Produktionsnotizen
Der Film hatte am 21. August 1992 in Schweden als Den demokratiske terroristen seine Premiere im Kino.

## Kritiken
TV Spielfilm sah einen „fesselnde[n] Blick auf [die] BRD-Vergangenheit“, der „hervorragend besetzt“ und „ohne Effekthascherei“ daherkomme.